# Acianthera jordanensis
Acianthera jordanensis là một loài thực vật có hoa trong họ Lan. Loài này được (Brade) F.Barros mô tả khoa học đầu tiên năm 2002.